# 三菱・3B2型エンジン
三菱・3B2型エンジンは、2005年から2020年まで三菱自動車工業が製造していたガソリンエンジンの系列である。軽自動車専用の3B20型のほか、排気量が1Lクラスの3B21型も存在する。

## 概要
2006年1月に販売が開始されたi（アイ）に、3B20型として初めて採用された。当初はインタークーラー付きターボ仕様のみであったが、後に同車のマイナーチェンジと共に自然吸気（NA）仕様も登場した。これまでの同社製の軽自動車用の主力エンジンである3G83型の後継機とされるが、iのパッケージングに合わせて専用設計された側面が強く、他車に採用される動きはなかった。
その後、2013年5月からは3代目eKシリーズ、2014年1月からは初代eKスペース、並びにそれらの姉妹車種（実質的にはOEM扱い）である初代日産・デイズやデイズルークスにも搭載された。
3B21型は3B20型を基に排気量を拡大したもので、海外では2007年にモデルチェンジしたスマート社のフォーツークーペに自然吸気仕様が採用された。メルセデス・ベンツにおけるエンジン型式はM132。また、同車をベースにブラバスがチューニングを手がけたフォーツークーペBRABUSエクスクルーシブにはターボが装着されている。
なお、3代目スマート・フォーツー、および2代目スマート・フォーフォー、3代目ルノー・トゥインゴ用のH4D型は本型式とは構造的に無関係のエンジンである。
この3B20型エンジンは同社が単独で開発した軽自動車専用エンジンとしては最後となった。

## 機構
基本構成は水冷直列3気筒DOHC12バルブ（1気筒あたり4バルブ）。
大きな特徴として、車体への搭載状態においてシリンダーブロックが45度傾斜している。これはリア・ミッドシップレイアウトを採用するiに合わせ、コンパクトに設計することが主眼とされたもので、低重心化にも一役買っている。eKシリーズ・デイズシリーズに搭載された新世代3B20ではフロントエンジンレイアウトとなるため45度傾斜ではなくなり、一般的な直立搭載となる。また、当初より前方吸気・後方排気で設計されたため、結果的にeK・デイズシリーズはFF駆動方式の軽自動車で初の前方吸気・後方排気となっている。
動弁機構にはターボ仕様、自然吸気仕様ともにMIVEC（可変バルブ機構）を採用している。
シリンダーブロックはオイルパンやヘッドカバーも含めてアルミ製で、コンパクトな設計を活かして各部構造のシンプル化やモジュール構造の採用を図っており、鋳鉄シリンダーブロック製でSOHC12バルブの3G83型に対して、DOHCおよびMIVEC化を果たしていながら約20%の軽量化を達成している。
ターボ仕様については、ターボチャージャーとMIVECの組み合わせにより、同じくターボ仕様の3G83型に対して、低回転域で8%程度トルクを向上させている。
カムシャフトの駆動にはタイミングチェーンが用いられている。
初代eKスペースを含む3代目三菱・eKシリーズ、および初代日産・デイズシリーズに搭載された新世代3B20では国産車として初となる電子制御サーモスタットを採用。さらに軽自動車初の水冷式外部EGRクーラーの採用と共に圧縮比を12.0に引き上げることで省燃費性向上などに寄与している（アイドルストップ付NA・2WDモデルのみ）。そのほか冷却経路の変更や動弁系のフリクション低減（水素フリーDLCバルブリフター&ビーハイブ型バルブスプリングの採用、チェーンおよびガイドの変更）などを含む多くの改良がなされており、コネクティングロッドを除くほとんどの箇所に手が入れられている。
なお、同エンジンはスクエアストロークであるため同世代のライバル車両のほか、同社の3B2型の事実上の後継となるBR06型エンジンに採用されるロングストロークのエンジンに比べ燃費面、および低中速域でのドライバビリティなどでは不利となる傾向がある。

## 諸元

### 3B20（i専用）
- 製造期間 2005年12月 - 2013年4月
- 構成　直列3気筒 DOHC 12バルブ MIVEC
- 排気量　659cc
- ボア（mm）×ストローク（mm）65.4×65.4
- 圧縮比
  - 8.8（ターボ）
  - 10.8（自然吸気）
- 出力・トルク
  - 47kW（64ps）/6,000rpm・94N·m（9.6kg·m）/3,000rpm（ターボ）
  - 38kW（52ps）/7,000rpm・57N·m（5.8kg·m）/4,000rpm（自然吸気）
- 主な搭載車種
  - 三菱・i

### 3B20（i以外）
- 製造期間 2013年5月 - 2020年2月
- 構成　直列3気筒 DOHC 12バルブ MIVEC
- 排気量　659cc
- ボア（mm）×ストローク（mm）　65.4×65.4
- 圧縮比
  - 9.0（ターボ）
  - 10.9（自然吸気）
  - 10.9（自然吸気・アイドリングストップ仕様）
  - 12.0（自然吸気・アイドリングストップ仕様/コーストストップ機能付き）
- 出力・トルク
  - 47kW（64PS）/6000rpm・98N·m（10.0kgf·m）/3000rpm（ターボ）
  - 36kW（49PS）/6500rpm・59N·m（6.0kgf·m）/5000rpm（自然吸気）
  - 36kW（49PS）/6500rpm・59N·m（6.0kgf·m）/5000rpm（自然吸気・アイドリングストップ仕様）
  - 36kW（49PS）/6500rpm・56N·m（5.7kgf·m）/5500rpm（自然吸気・アイドリングストップ仕様/コーストストップ機能付き）

- 主な搭載車種
  - 三菱・eK 3代目
  - 日産・デイズ 初代
  - 三菱・eKスペース 初代
  - 日産・デイズルークス

### 3B21
- 製造期間 2007年 - 2013年
- 構成　直列3気筒 DOHC 12バルブ 自然吸気 MIVEC
- 排気量　999cc
- ボア（mm）×ストローク（mm）72.0×81.8
- 圧縮比　11.4
- 出力・トルク
  - 52kW（71ps）/5,800rpm・92N·m（9.4kgf·m）/4,500rpm
- 主な搭載車種
  - スマート・フォーツー（2代目）

## 参考
流郷幸裕，三輪裕昭．新開発3気筒MIVECエンジン，技術紹介．三菱自動車テクニカルレビュー，No.18．2006年（平成18年），三菱自動車工業株式会社，pp 96-98.